# عمولة الصرافة
عمولة الصرافة (بالإنجليزية: Agio) (بالإيطالية aggio) هي مصطلح يُستخدَم في مجال التجارة للدلالة على سعر الصرف، أو الخصم أو القسط.

## سعر الصرف
هو الاختلافات بين القيم الاسمية الثابتة أو أسعار الصرف لعملات الدول المختلفة. وعلى سبيل المثال، في معظم البلدان التي تستخدم غطاء الذهب، يتم الحفاظ على العملة المعدنية القياسية كنقطة موحدة لعيار السبائك. وعلى وجه الخصوص، فقد كان السفرن (جنيه إنجليزي ذهبي) المصكوك حديثًا في علاقة ثابتة مع العملات المعدنية المصكوكة حديثًا لدولٍ أخرى: 1 جنيه إسترليني = 25.221 فرنك = 20.429 مارك =4.867 دولار أمريكي، إلخ.
ولا يتفق بالضرورة هذا المعدل، المعروف بالقيمة الاسمية المصكوكة للصرف، مع أسعار صرف السوق المقابلة. ويساعد الميزان التجاري بين الدول على تحديد سعر الصرف الفعلي. فإذا كانت إنجلترا تمتلك ميزانًا تجاريًا سلبيًا مع فرنسا، على سبيل المثال، فإنه يتم تحويل العملة ذات الحجم المساوي إلى فرنسا؛ مما يخلق الطلب على العملة الفرنسية. فشراء تلك العملة يتضمن دفع قسط يُشار إليه باسم عمولة الصرافة. وهو ما يشار إليه باسم سعر الصرف.

## سعر الصرف التفاضلي
يُستخدم المصطلح أيضًا للدلالة على الفرق في الصرف بين عملتين في نفس البلد حيث كانت العملة الفضية هي العملة القانونية. ويُسمَح بدفع عمولة الصرافة في بعض الأحيان في شكل أكثر ملاءمة من الذهب، أو عندما يقع سعر العملة الورقية لدولةٍ ما تحت سبائك الذهب التي يُفترَض أن تمثلها.

## القسط
في عملية الاستخدام، تتدهور العملة المعدنية مع مرور الوقت، وتنخفض قيمتها إلى ما دون القيمة الاسمية. ولتوضيح ذلك، نفترض أن هذا الانخفاض في قيمة الجنيه كان بنسبة 5%. وبعكس القيمة الاسمية، فإنه سيتم قبول مئة سفرن إنجليزي كدفعةٍ كاملة من الدين البالغ 100 جنيه إسترليني. ومع ذلك، فإن دفع الديون خارج إنجلترا يستند إلى الحالة المادية للعملة. وفي هذه الحالة تبلغ قيمة كل عملة 0.95 جنيه إسترليني، كما يتطلب دفع ديون بقيمة 100 جنيه إسترليني توفر 100 جنيه إسترليني / 0.95 جنيه إسترليني = 105.26 عملة معدنية --- وعمولة صرافة تصل إلى 5.26 سفرن إنجليزي.